# Серо Торе
Серо Торе e връх в Патагония, Южна Америка, разположен на границата между Аржентина и Чили.